# Albert François Joseph Duquenne
Albert François Joseph Duquenne, né le 21 février 1757 à Armentières (Flandre française) et décédé  le 15 juin 1818 à La Gorgue (Nord) est  un homme politique français.

## Biographie
Négociant et propriétaire à Hazebrouck, il est administrateur du Pas-de-Calais, puis député du Nord de 1805 à 1811.